# Docalidia youngi
Docalidia youngi är en insektsart som beskrevs av Nielson 1979. Docalidia youngi ingår i släktet Docalidia och familjen dvärgstritar. Inga underarter finns listade i Catalogue of Life.